# Osasumwen Osaghae
Osasumwen Osaghae Jr. (Miami, 29 juli 1998) is een Amerikaans voormalig basketballer.

## Carrière
Osaghae speelde collegebasketbal van 2016 tot 2020 voor de FIU Panthers. In januari 2021 maakte hij zijn profdebuut voor Kauhajoki Karhu uit de Finse eerste klasse. Het seizoen erop ging hij spelen voor de Duitse eersteklasser USC Heidelberg waar hij een seizoen speelde. In de zomer van 2022 tekende hij een contract bij het Belgische Spirou Charleroi waar hij speelde tot maart 2023 toen zijn contract werd ontbonden.